# Санчо д’Авила
Санчо д’Авила и Даза (исп. Sancho Dávila y Daza; 21 сентября 1523, Авила, Испанская империя — 1583, Лиссабон, Габсбургская Испания) — испанский полководец, военачальник, генерал.

## Биография
Сын испанского дворянина, военного. В молодости отправился в Рим, обучаться богословию, но вскоре отказался от этого и посвятил себя военной карьере.
Участник Шмалькальденской войны. В 1545 году в составе армии императора Священной Римской империи Карла V участвовал в сражениях против немецких протестантов Шмалькальденского союза в Германии.
Сражался с турками Тургут-реиса в Северной Африке, затем в Италии под командованием герцога Альбы против Папы Павла IV и герцогов Гизы на последнем этапе итальянских войн (1551—1559).
В 1560 году, при короле Испании Филиппе II в составе объединённых сил европейского флота участвовал в сражении у острова Джерба против Османской империи, где был взят в плен турками и отпущен на свободу в 1561 году. 15 июля того же года был назначен капитаном пехоты, хотя из-за бюрократических задержек официально вступил в должность только в феврале 1563 года. В 1562 году был назначен наместником Павии в Ломбардии.
Оставил свой след во время нидерландской войны за независимость. В 1569 году он был назначен командующим гарнизона Антверпена. В январе 1570 года за службу во Фландрии и при посредничестве герцога Альбы король Филиппе II наградил его рыцарским орденом Сантьяго.
Генерал д’Авила участвовал в битвах у Дальхайма (1568), Гуса (1572), Флиссингена (1573), при Борселе, Реймерсвале и Моке (1574).
В 1576 году, будучи командующим испанскими войсками в крепости Антверпена д’Авила был инициатором и главным организатором разграбления и поджога испанцами Антверпена, при котором погибло около 7 000 горожан и бо́льшая часть имущества мещан.
Четыре года спустя вместе с герцогом Альбой он участвовал в битве при Алькантаре близ Лиссабона, в ходе сражения получил ранение.
Д’Авила умер в Лиссабоне от заражения полученной раны.